# ボノルヴァ
ボノルヴァ（イタリア語: Bonorva）は、イタリア共和国サルデーニャ自治州サッサリ県にある、人口約3,300人の基礎自治体（コムーネ）。

## 地理

### 位置・広がり

#### 隣接コムーネ
隣接するコムーネは以下の通り。括弧内のNUはヌーオロ県所属を示す。
- ボロータナ (NU)
- ボーノ
- ボッティッダ
- コッソイーネ
- ジャーヴェ
- イッロラーイ
- イッティレッドゥ
- マコメール (NU)
- モーレス
- ヌゲードゥ・サン・ニコロ
- セメステネ
- トッラルバ